# Funkelschatz
Funkelschatz ist ein Kinder- und Geschicklichkeitsspiel des deutschen Spieleautors Günter Burkhardt und dessen Tochter Lena. Das Spiel für zwei bis vier Spieler ab fünf Jahren dauert etwa 15 Minuten pro Runde. Es ist im Jahr 2017 bei dem Verlag HABA erschienen und wurde 2018 als Kinderspiel des Jahres ausgezeichnet.

## Thema und Ausstattung
Bei dem Spiel versuchen die Spieler in der Rolle von vier Drachenkindern möglichst viele Funkelsteine zu bekommen, die in einer Eissäule gefangen sind. Sie nutzen dabei den Feueratem des Drachenvaters, mit dem die Säule nach und nach abgeschmolzen wird und die Funkelsteine freigibt.
Das Spielmaterial besteht neben einer Spieleanleitung aus:
- einem Spielplan, der auf den Schachtelboden mit 4 Trennwänden aufgebaut wird,
- vier Drachenkindern,
- einem Drachenvater,
- 90 Funkelsteinen, je 18 in 5 Farben,
- einem Eisschollen-Plättchen,
- 9 Eis-Ringen und
- 5 Funkelstein-Plättchen.

## Spielweise
Vor dem Spiel wird der Spielplan auf das im Schachtelboden liegende Raumgitter aufgebaut. Das Eisschollen-Plättchen wird in das dafür vorgesehene Loch in der Spielmitte platziert, darüber werden abhängig von der Spielerzahl 8 oder 9 Eis-Ringe zu einer Eis-Säule übereinander gestapelt. Die Säule wird mit den Funkelsteinen befüllt. Jeder Spieler bekommt eine Drachenkinderfigur und steckt diese auf eine der Schachtelecken. Der Drachenvater und die Funkelstein-Plättchen werden neben dem Spielplan bereitgelegt.

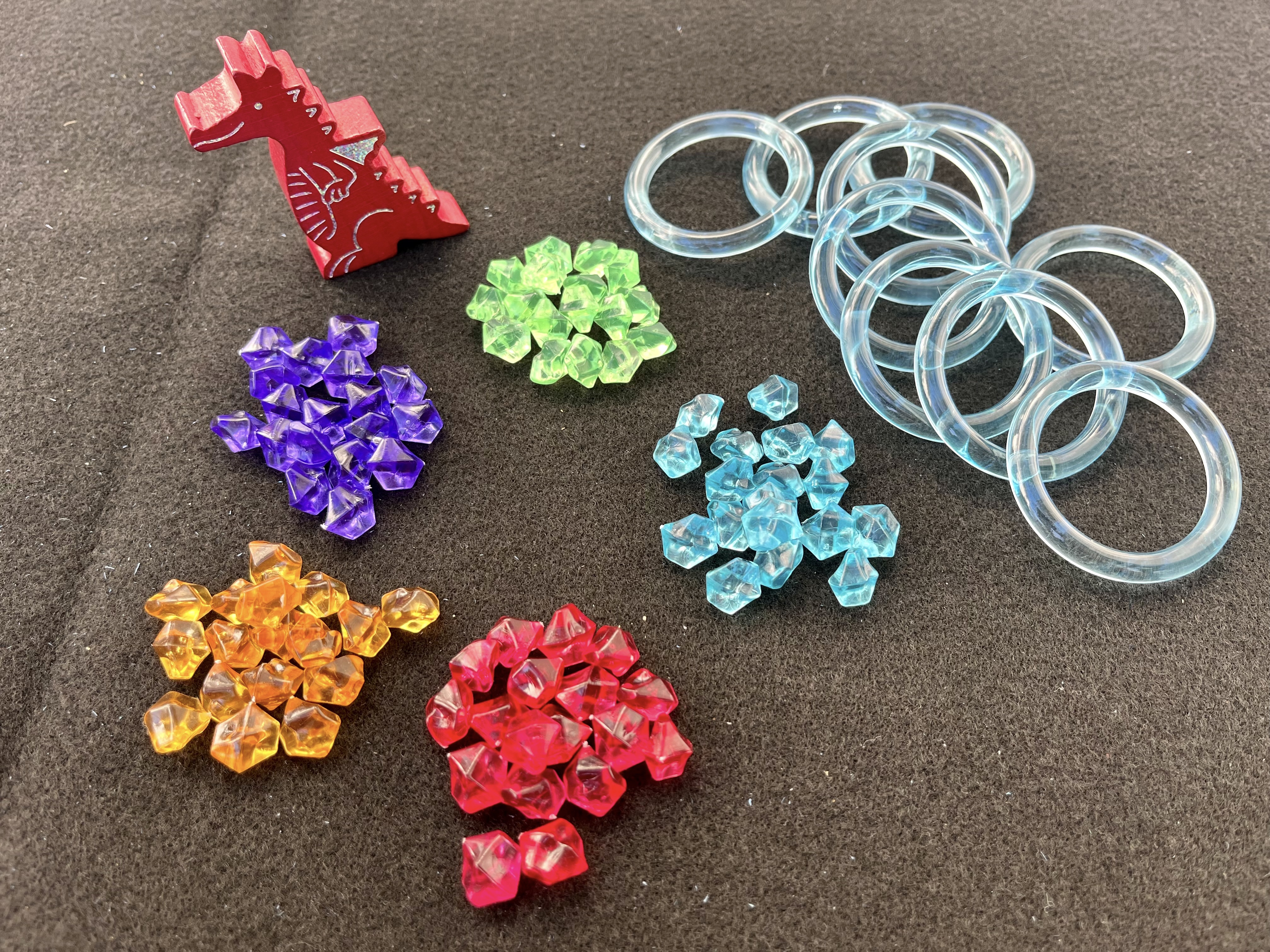
Drachenvater, Eis-Ringe und Funkelsteine

Beginnend mit einem Startspieler wird das Spiel im Uhrzeigersinn gespielt. Der Startspieler stellt den Drachenvater als Startspielermarker vor sich ab und darf nun mit diesem „Feuerspucken“. Im Spiel zu dritt darf sich jeder Spieler ein farbiges Funkelstein-Plättchen nehmen, im Spiel zu zweit nimmt jeder zwei Plättchen. Zum Wählen dürfen die Spieler in die Eissäule sehen und damit abschätzen, von welcher Farbe die meisten Funkelsteine herabfallen werden, wenn der Spieler den obersten Ring abhebt. Der Startspieler nimmt den obersten Ring herunter, wobei er versuchen kann, das Herunterfallen von Steinen für seine Mitspieler zu vermeiden. Nachdem der Ring entfernt ist, werden die heruntergefallenen Funkelsteine an die Mitspieler verteilt, die die entsprechenden Plättchen gewählt haben. Die Mitspieler werfen die Steine in die Höhlen unter ihren Drachenkindern. Steine, die durch die Löcher im Spielplan fallen, und alle Steine nicht verteilter Funkelstein-Plättchen sind verloren und gehören dem Drachenvater. Nach dem Verteilen wird der Drachenvater an den nächsten Spieler weitergegeben und eine neue Runde wird gestartet.
Das Spiel endet nach der Runde, in der ein Spieler den letzten Eisring entfernt. Am Ende der Runde werden die Steine verteilt, die nicht mehr auf dem Eisschollen-Plättchen liegen. Danach wird der Spielplan abgehoben und jeder Mitspieler zählt die gewonnenen Steine. Gewinner des Spiels ist der Spieler mit den meisten Funkelsteinen.

## Varianten
In der Spielanleitung des Spiels werden zwei Varianten beschrieben:
- Um das Spiel einfacher zu machen, kann von jedem Spieler ein Funkelstein zum Spielbeginn gewählt werden, dass dann das gesamte Spiel gilt; es müssen also nicht in jeder Runde die Gewinnchancen neu abgeschätzt werden.
- Die Auswahl der Funkelstein-Plättchen kann auch geheim stattfinden, sodass die Spieler die Farbe ihres Plättchens nicht wissen und erst beim Verteilen der Steine erfahren.

## Versionen und Rezeption
Das Spiel wurde von dem deutschen Spieleautor Günter Burkhardt und dessen Tochter Lena entwickelt und im Jahr 2017 bei dem auf Kinderspiele spezialisierten Verlag HABA in einer multilingualen Version in deutscher, englischer, französischer, spanischer, italienischer und niederländischer Sprache veröffentlicht. Dabei erschien das Spiel in drei Verpackungen mit deutscher, englischer (Dragon’s Breath) und französischer (Trésor de glace) Benennung.
Im Mai 2018 wurde das Spiel neben den Spielen Emojito! und Panic Mansion für das Kinderspiel des Jahres nominiert und konnte diesen Preis im Juni auch gewinnen. Die Jury kommentierte das Spiel und die Entscheidung wie folgt:

„Ein Tochter-Vater-Gespann, die Autoren Lena und Günter Burkhardt, verbindet eine kindgerechte Geschichte, einen klassischen Mechanismus und faszinierendes Material zu einem Spieleabenteuer, das Kinder immer wieder fesselt. Beim Einschätzen und Sammeln sind ein kühler Kopf, ein Quäntchen Glück und Fingerspitzengefühl gefragt. (Drachen-)Papa ist der Beste.“

## Belege
1. 1 2 3 4 5 6  Spieleanleitung Funkelschatz; abgerufen am 2. Juni 2018
2. ↑  Funkelschatz, Versionen bei BoardGameGeek. Abgerufen am 2. Juni 2018.
3. ↑  Funkelschatz auf der Website des Spiel des Jahres e.V.; abgerufen am 2. Juni 2018